# Matt Maltese
Matthew Jonathan Gordon Maltese (sinh ngày 6 tháng 10 năm 1997) là một ca sĩ kiêm nhạc sĩ người Anh gốc Canada  . Phong cách âm nhạc của anh là sự pha trộn của các thể loại bao gồm indie pop, indie rock và Chamber pop .  Kể từ khi phát hành đĩa đơn đầu tay "Even If It's a Lie" vào năm 2015, Matt đã phát hành tổng cộng 4 album phòng thu và 4 EP . Vào tháng 7 năm 2021, Matt đã công bố album phòng thu thứ ba của mình mang tên Good Morning It's Now Tomorrow ; album được phát hành vào tháng 10 năm 2021 bởi Nettwerk, hãng đĩa Matt đang cùng hợp tác. Matt phát hành album phòng thu thứ tư của mình mang tên Driving Just to Drive vào tháng 4 năm 2023.

## Thời niên thiếu
Matt Maltese lớn lên tại Reading, Anh Quốc  . Trong một buổi phỏng vấn với tờ Vice, Matt chia sẻ anh bắt đầu viết nhạc từ khi 14 tuổi.  Khi còn là thiếu niên, Matt đã bắt đầu thu mua đĩa than và bán lại cho người khác. Sau đó, anh chuyển đến Camden, London với số tiền mình kiếm được .

## Sự nghiệp âm nhạc

### 2015-2017: Khởi đầu trên nền tảng SoundCloud và ra mắt các ca khúc đầu tay
Matt chính thức ra mắt đĩa đơn đầu tay của mình mang tên "Even If It's a Lie", trên nền tảng SoundCloud vào năm 2015.  Sau đó, anh đã ký hợp đồng với hãng đĩa Café Bleu Recordings, một công ty con của hãng đĩa Atlantic Records. Vào năm 2016, Matt đã phát hành EP đầu tay của mình với tựa đề In a New Bed . Tiếp sau đó, vào năm 2017, Matt đã phá hành đĩa đơn mang tên "As the World Caves In" . Trong một lần phỏng vấn, Matt đã chia sẻ bài hát lấy ý tưởng về việc Thủ tướng Anh lúc bấy giờ là Theresa May cùng Tổng thống Mỹ Donald Trump trải qua một đêm lãng mạn trước khi chiến tranh hạt nhân tận diệt Trái Đất diễn ra. Ca khúc này sau đó được lan truyền lại trên nền tảng TikTok từ tháng 5 năm 2021 sau khi được nữ ca sĩ Sarah Cothran cover lại. Vào tháng 1 năm 2023, "As the World Caves In" đã được chứng nhận đĩa Bạc bởi Hiệp hội Công nghiệp Ghi âm Vương quốc Anh (BPI) vì đã bán ra được 200.000 đĩa tính bằng đơn vị tương đương .

### 2018-2019:Bad ContestantvàKrystal
Vào tháng 6 năm 2018, Matt đã phát hành album phòng thu đầu tay của mình mang tên Bad Contestant . Album được sản xuất bởi Jonathan Rado thuộc bộ đôi ca sĩ nhạc rock Foxygen.
Chỉ sau đó 1 năm, vào tháng 11 năm 2019, Matt đã phát hành album phòng thu thứ hai với tựa đề Krystal . Album được thu âm, sản xuất và hòa âm phần lớn bởi Matt trong phòng thu tại gia của anh ấy. Song song với việc phát hành album, Matt cũng bắt đầu chuyến lưu diễn chính thức của mình ở Vương quốc Anh vào tháng 11 năm 2019. Tour diễn đã đi qua 6 địa điểm khác nhau.

### 2020-2021: Madhouse và Good Morning It's Now Tomorrow
Vào tháng 3 năm 2020, Matt đã ra mắt đĩa đơn mang tên "Ballad of a Pandemic"   nói về đại dịch COVID-19; đĩa đơn được phát hành vào đúng ngày các quy định phong toả phòng địch được chính thức áp dụng tại Vương Quốc Anh.
2 tháng sau đó, nam ca sĩ tiếp tục ra mắt ca khúc "Queen Bee" với sự xuất hiện của nữ ca sĩ Asha Lorenz.
Vào tháng 6 năm 2020, Matt Maltese đã tham gia sự kiện trực tuyến mang tên Tiny Gigs, được tổ chức bởi quỹ từ thiện vì sức khoẻ tinh thần Tiny Changes để kêu gọi gây quỹ nhằm khắc phục hậu quả của dịch COVID-19.
Tiếp đến, vào tháng 8 năm 2020, Matt đã chính thức phát hành đĩa mở rộng (EP) thứ hai của mình mang tên Madhouse.
Gần một năm sau đó, Matt đã ra mắt một đĩa đơn với tên gọi "Mystery" vào tháng 5 năm 2021. Ngay sau đó, vào tháng 7, nam ca sĩ tiếp tục ra mắt một đĩa đơn mang tên "Shoe" đồng thời công bố kế hoạch ra mắt album phòng thu thứ ba với tựa đề "Good Morning It's Now Tomorrow". Album sau đó được ra mắt vào tháng 10 năm 2021.

### 2022 đến hiện tại: Quiet Recordings và Driving Just to Drive
Vào tháng 3 năm 2022, Matt đã ra mắt ca khúc mới mang tên "Smile In the Face of the Devil" nằm trong EP mới với tên gọi Quiet Recordings, đây là một đĩa mở rộng bao gồm tuyển tập các bản phối với thể loại Ambient từ các ca khúc được anh phát hành trước đó trong album "Good Morning It's Now Tomorrow". EP Quiet Recordings đã được ra mắt vào ngày 4 tháng 8 năm 2022.
Vào tháng 10 năm 2022, Matt đã phát hành đĩa đơn tiếp theo mang tên "Mother".
Vào tháng 12 năm 2022, nam ca sĩ thông báo album mới của mình sẽ được ra mắt trong năm 2023. Matt sau đó đã ra mắt teaser cho các ca khúc mới. Tiếp nối sau đó, một đĩa đơn mới mang tên "Driving Just To Drive" đã được Matt phát hành. Trong cùng ngày ra mắt đĩa đơn mới, Matt Maltese đã thông báo album phòng thu thứ 4, "Driving Just to Drive" sẽ được ra mắt vào ngày 28 tháng 4 năm 2023.
Vào tháng 9 năm 2023 - 5 tháng sau khi phát hành album Driving Just to Drive, Matt đã công bố sẽ thực hiện chuyến lưu diễn tiếp theo mang tên Touring Just to Tour vào năm 2024. Chuyến lưu diễn sẽ đi qua các thành phố tại Bắc Mỹ, Nam Mỹ và Châu Âu.

## Danh sách đĩa nhạc

### Album phòng thu
| Tựa đề                         | Chi tiết                                                          |
| ------------------------------ | ----------------------------------------------------------------- |
| Bad Contestant                 | - Phát hành: 8 tháng 6 năm 2018 - Hãng đĩa: Atlantic Records      |
| Krystal                        | - Phát hành: 8 tháng 11 năm 2019 - Hãng đĩa: 7476                 |
| Good Morning It's Now Tomorrow | - Phát hành: 8 tháng 10 năm 2021 - Hãng đĩa: Nettwerk Music Group |
| Driving Just to Drive          | - Phát hành: 28 tháng 4 năm 2023 - Hãng đĩa: Nettwerk Music Group |

### Đĩa mở rộng
| Tựa đề                                                              | Chi tiết                                                       |
| ------------------------------------------------------------------- | -------------------------------------------------------------- |
| In a New Bed                                                        | - Phát hành: 22 tháng 4, 2016 - Hãng đĩa: Café Bleu Recordings |
| Blood, Sweat & Beers: Live at the Drugstore and Poems from the Road | - Phát hành: năm 2017 - Hãng đĩa: Café Bleu Recordings         |
| madhouse                                                            | - Phát hành: 7 tháng 8, 2020 - Hãng đĩa: Nettwerk Music Group  |
| Quiet Recordings                                                    | - Phát hành: 8 tháng 4, 2022 - Hãng đĩa: Nettwerk Music Group  |

### Đĩa đơn

#### Với vai trò nghệ sĩ chính
Matt Maltese đã ra mắt các đĩa đơn như sau:
| Năm phát hành | Tựa đề                                     | Trích Album/EP                 |
| ------------- | ------------------------------------------ | ------------------------------ |
| 2015          | "Even If It's a Lie"                       | Đĩa đơn lẻ                     |
| 2016          | "Vacant in the 21st Century"               | Đĩa đơn lẻ                     |
| 2016          | "Strange Time"                             | Bad Contestant                 |
| 2017          | "As the World Caves In"                    | Bad Contestant                 |
| 2017          | "No One Won The War"                       | Đĩa đơn lẻ                     |
| 2017          | "Comic Life"                               | Đĩa đơn lẻ                     |
| 2018          | "Greatest Comedian"                        | Bad Contestant                 |
| 2018          | "Like A Fish"                              | Bad Contestant                 |
| 2018          | "Nightclub Love"                           | Bad Contestant                 |
| 2018          | "Bad Contestant"                           | Bad Contestant                 |
| 2018          | "Misery"                                   | Bad Contestant                 |
| 2020          | "Tokyo (Italian Version)"                  | Krystal                        |
| 2020          | "Ballad of a Pandemic"                     | Đĩa đơn lẻ                     |
| 2020          | "queen bee"                                | madhouse                       |
| 2021          | "Mystery"                                  | Good Morning It's Now Tomorrow |
| 2021          | "Shoe"                                     | Good Morning It's Now Tomorrow |
| 2021          | "You Deserve an Oscar"                     | Good Morning It's Now Tomorrow |
| 2021          | "Good Morning"                             | Good Morning It's Now Tomorrow |
| 2021          | "Nothing Breaks Your Heart Like Christmas" | Đĩa đơn lẻ                     |
| 2022          | "Smile in the Face of the Devil"           | Quiet Recordings               |
| 2022          | "Mother"                                   | Driving Just To Drive          |
| 2023          | "Driving Just To Drive"                    | Driving Just To Drive          |
| 2023          | "Museum"                                   | Driving Just To Drive          |
| 2023          | "Florence"                                 | Driving Just To Drive          |

#### Với tư cách nghệ sĩ hợp tác
| Năm phát hành | Tựa đề                                                 | Trích Album/EP       |
| ------------- | ------------------------------------------------------ | -------------------- |
| 2022          | "Cate's Brother (Matt's Version)" (cùng Maisie Peters) | Đĩa đơn lẻ           |
| 2021          | "Salt Lake City" (cùng Etta Marcus)                    | View from the Bridge |

## Tour diễn

### Tour diễn chính
- Matt Maltese - Tour diễn mùa thu tại Châu Âu và Mỹ (2022)

(với nghệ sĩ khách mời Sophie May, Hohnen Ford, Searows)
- Matt Maltese - Tour diễn tại Mỹ (2022)
- Matt Maltese - Tour diễn tại Úc và Châu Á (2023)

### Tour diễn với vai trò hỗ trợ
- Wolf Alice Tour diễn tại Anh và Ireland (2022)